# Liste der Stolpersteine in Minden
In der Liste der Stolpersteine in Minden werden die vorhandenen Gedenksteine aufgeführt, die im Rahmen des Projektes Stolpersteine des Künstlers Gunter Demnig bisher in Minden verlegt worden sind.
In den Jahren 2005 bis 2013 wurden bei neun Verlegeaktionen insgesamt 88 Stolpersteine in Minden verlegt. Am 29. Juni 2018 wurden erneut fünf Steine gesetzt. In einer weiteren Verlegeaktion wurden am 29. Oktober 2023 nochmals neun Steine verlegt. Damit liegen derzeit (Stand Juli 2024) insgesamt 102 Stolpersteine in Minden. Diese sind vollständig in dieser Liste enthalten.

## Die Stolpersteine
| Adresse | Name                     | Inschrift | Verlegedatum      | Bild | Anmerkung |
| --- | ------------------------ | --- | ----------------- | --- | --- |
| Bachstraße 8 · OT Rechtes Weserufer ·                                                                         | Paula Gelhaus            | Hier wohnte Paula Gelhaus geb. Otte Jg. 1893 eingewiesen 1934 'Heilanstalt' Bethel 1941 Gütersloh 1942 Warta/Polen ermordet                                                         | 16. März 2007     | Stolperstein Bachstraße 8 - Paula Gelhaus (1893–1942) | geboren am 28. April 1893 in Minden |
| Bäckerstraße 72/74 ·                                                                                          | Alfred Pfingst           | Hier wohnte Alfred Pfingst Jg. 1889 deportiert Auschwitz ermordet 31.10.1944 | 16. März 2007     | | geboren am 16. April 1889 in Bischofsburg, Kreis Rößel. Warenhausbesitzer am Wesertor, erfolgreich durch EPA (Einheitspreise).                                   |
| Bäckerstraße 72/74 ·                                                                                          | Frieda Pfingst           | Hier wohnte Frieda Pfingst geb. Loewenstein Jg. 1893 deportiert Auschwitz ermordet 31.10.1944                                                                                       | 16. März 2007     | | geboren am 13. Februar 1893 in Barten, Kreis Rastenburg |
| Brüderstraße 16 ·                                                                                             | Willi Otte               | Hier wohnte Willi Otte Jg. 1920 ermordet 25.2.1945 Heilanstalt Egelfing-Haar | 21. November 2005 | | geboren am 22. Juli 1920 in Herford |
| Deichhof 13 ·                                                                                                 | Sally Simon              | Hier wohnte Sally Simon Jg. 1871 deportiert 1942 Theresienstadt 1942 Treblinka ermordet 24.9.1942                                                                                   | 29. Oktober 2023  | | geboren am 22. Dezember 1871 in Sulingen; Metzger und Viehhändler. Das Gedenkbuch nennt fälschlicherweise als Geburtsort Essen.                                  |
| Friedrich-Wilhelm-Straße 38 ·                                                                                 | Friedrich Bradmöller     | Hier wohnte Friedrich Bradmöller Jg. 1895 eingewiesen 23.4.1903 Pflegeanstalt Wittekindshof 1941 Heilanstalt Gütersloh 'verlegt' 13.10.1943 Gauheilanstalt Warta ermordet 29.3.1945 | 5. Juni 2012      | Stolperstein Friedrich-Wilhelm-Straße 38 - Friedrich Bradmöller (1895–1945)                                                                                          | geboren am 29. November 1895 in Minden |
| Habsburger Ring 69 ·                                                                                          | Paul Alsdorf             | Hier wohnte Paul M. R. Alsdorf Jg. 1895 eingewiesen 1940 Heilanstalt Gütersloh 'verlegt' 1943 'Gauheilanstalt' Warta Schicksal unbekannt                                            | 29. Oktober 2023  | | Paul Alsdorf erscheint mit der Berufsbezeichnung „Former“ bereits im Mindener Adressbuch von 1935 unter der Adresse Habsburger Ring 69.                          |
| Hafenstraße 6 ·                                                                                               | Erna Woldt               | Hier wohnte Erna Woldt geb. Oestreich Jg. 1891 verhaftet Jan.1944 'Staatsfeindliche Äusserungen' Polizeigefängnis Minden Polizeigefängnis Hamm 1944 Auschwitz ermordet 10.12.1944   | 5. Juni 2012      | Stolperstein Hafenstraße 6 - Erna Woldt (1891–1944) | geboren am 17. September 1891 in Bromberg/Posen |
| Heidestraße 14 ·                                                                                              | Else Weinberg            | Hier wohnte Else Weinberg geb. Philippsohn Jg. 1896 deportiert 1941 Ghetto Riga Stutthof tot Jan. 1945                                                                              | 22. März 2010     | | geboren am 13. Juni 1896 in Bückeburg |
| Heidestraße 14 ·                                                                                              | Max Weinberg             | Hier wohnte Max Weinberg Jg. 1890 verhaftet 10.11.1938 Buchenwald deportiert 1941 Ghetto Riga Dachau ermordet 20.10.1944                                                            | 22. März 2010     | | geboren am 22. Dezember 1890 in Norderney |
| Heidestraße 21 ·                                                                                              | Albert Weinberg          | Hier wohnte Albert Weinberg Jg. 1890 `Schutzhaft` 1938 KZ Buchenwald entlassen 21. 12. 1938 tot an den Folgen 21. 12. 1938                                                          | 29. Oktober 2023  | | geboren am 06. September 1890 in Esens |
| Heidestraße 21 ·                                                                                              | Günther Weinberg         | Hier wohnte Günther Weinberg Jg. 1921 deportiert 1942 Ghetto Warschau ermordet | 29. Oktober 2023  | | geboren am 12. November 1921 in Minden |
| Heidestraße 21 ·                                                                                              | Bella Weinberg           | Hier wohnte Bella Weinberg geb. Wedel Jg. 1895 deportiert 1942 Ghetto Warschau ermordet                                                                                             | 29. Oktober 2023  | | geboren am 15. Februar 1895 in Hamburg |
| Heidestraße 21 ·                                                                                              | Selma Wedel              | Hier wohnte Selma Wedel geb. Hirsch Jg. 1860 deportiert 1942 Theresienstadt 1942 Treblinka ermordet                                                                                 | 29. Oktober 2023  | | geboren am 19. August 1860 in Elbing/Westpreußen |
| Hohnstraße 18 · (heute: Scharn) ·                                                                             | Bertha Orthmann          | Hier wohnte Bertha Orthmann geb. Seelig Jg. 1885 verhaftet 28.8.1944 Gefängnis Bielefeld deportiert Theresienstadt ermordet in Auschwitz                                            | 29. Juni 2018     | Stolperstein Hohnstraße 18 für Bertha Orthmann (1885- ) | geboren am 13. Januar 1885 in Minden |
| Kampstraße 12 ·                                                                                               | Ernst Weyl               | Hier wohnte Ernst Weyl Jg. 1873 deportiert 1942 Theresienstadt ermordet in Treblinka                                                                                                | 22. März 2010     | | geboren am 23. Juni 1873 in Bocholt |
| Kampstraße 12 ·                                                                                               | Clara Weyl               | Hier wohnte Clara Weyl geb. Meyer Jg. 1882 deportiert 1942 Theresienstadt ermordet in Treblinka                                                                                     | 22. März 2010     | | geboren am 21. August 1882 in Münster in Westfalen |
| Kampstraße 25 ·                                                                                               | Carl Cramer              | Hier wohnte Carl Cramer Jg. 1872 eingewiesen 1940 'Heilanstalt' Gütersloh 'Heilanstalt' Brandenburg ermordet 27.9.1940                                                              | 25. Mai 2008      | | geboren am 8. Juni 1872 in Neuenkirchen, Kreis Wiedenbrück Opfer der Euthanasie Ersatzverlegung am 21. September 2011 für den am 7. März 2011 gestohlenen Stein. |
| Kampstraße 25 ·                                                                                               | Lina Cramer              | Hier wohnte Lina Cramer geb. Steinberg Jg. 1874 deportiert 1942 Theresienstadt Auschwitz ermordet 15.5.1944                                                                         | 25. Mai 2008      | | geboren am 23. Januar 1879 in Hohenwepel, Kreis Warburg |
| Kampstraße 26 ·                                                                                               | Paula Rosenfeld          | Hier wohnte Paula Rosenfeld geb. Klein Jg. 1870 deportiert 1942 Theresienstadt ermordet 6.1.1973                                                                                    | 5. Juni 2009      | | geboren am 2. Dezember 1870 in Bommern, Kreis Hagen |
| Kampstraße 26 ·                                                                                               | Philipp Rosenfeld        | Hier wohnte Philipp Rosenfeld Jg. 1856 deportiert 1942 ermordet in Theresienstadt                                                                                                   | 5. Juni 2009      | | geboren am 13. März 1856 in Cammer |
| Kampstraße 26 ·                                                                                               | Benjamin de Jonge        | Hier wohnte Benjamin de Jonge Jg. 1873 deportiert 1942 Theresienstadt Auschwitz ermordetv15.5.1944                                                                                  | 5. Juni 2009      | | geboren am 29. März 1873 in Weener |
| Kampstraße 26 ·                                                                                               | Samuel de Jonge          | Hier wohnte Samuel de Jonge Jg. 1903 deportiert 1942 Ghetto Warschau ermordet | 5. Juni 2009      | | geboren am 1. Juli 1903 in Weener |
| Kampstraße 26 ·                                                                                               | Sara de Jonge            | Hier wohnte Sara de Jonge geb. de Levie Jg. 1881 deportiert 1942 Theresienstadt Auschwitz ermordet 15.5.1944                                                                        | 5. Juni 2009      | | geboren am 19. Dezember 1881 in Ihrhove |
| Kampstraße 26 ·                                                                                               | Eva Rosenfeld            | Hier wohnte Eva Rosenfeld geb. de Jonge Jg. 1899 gedemütigt/entrechtet Flucht in den Tod 27.7.1942                                                                                  | 5. Juni 2009      | | Nach neueren Informationen, welche zum Zeitpunkt der Stolpersteinverlegung nicht bekannt waren, wurde Eva Rosenfeld Adler am 3. Februar 1877 in Weener geboren   |
| Kampstraße 26 ·                                                                                               | Emil Kahn                | Hier wohnte Emil Kahn Jg. 1893 deportiert 1941 Ghetto Riga Stutthof Buchenwald ermordet                                                                                             | 22. März 2010     | | geboren am 7. Oktober 1893 in Rohrbach |
| Kampstraße 26 ·                                                                                               | Käthe Kahn               | Hier wohnte Käthe Kahn geb. Meyer Jg. 1905 deportiert 1941 Ghetto Riga Stutthof ???                                                                                                 | 22. März 2010     | | geboren am 13. September 1905 in Frille |
| Kampstraße 27 ·                                                                                               | Dr. Eugen Leeser         | Hier wohnte Dr. Eugen Leeser Jg. 1883 verhaftet 10.11.1938 Buchenwald ermordet 20.11.1938                                                                                           | 25. Mai 2008      | | geboren am 17. März 1883 in Dülmen |
| Kampstraße 27 ·                                                                                               | Elisabeth Leeser         | Hier wohnte Elisabeth Leeser geb. Meyer Jg. 1891 deportiert 1941 Ghetto Riga ermordet in Stutthof                                                                                   | 25. Mai 2008      | | geboren am 14. November 1891 in Münster in Westfalen |
| Kampstraße 27 ·                                                                                               | Dr. Max Meyer            | Hier wohnte Dr. Max Meyer Jg. 1885 deportiert 1942 ermordet 1944 in Theresienstadt                                                                                                  | 25. Mai 2008      | | geboren am 1. Juni 1885 in Münster in Westfalen |
| Kampstraße 27 ·                                                                                               | Elfriede Meyer           | Hier wohnte Elfriede Meyer geb. Feibes Jg. 1896 deportiert 1942 Theresienstadt 1944 Auschwitz ermordet                                                                              | 25. Mai 2008      | | geboren am 3. Februar 1896 in Münster in Westfalen |
| Kampstraße 27 ·                                                                                               | Emma Fredericke Meier    | Hier wohnte Emma Frederike Meier Jg. 1885 entrechtet verfolgt deportiert ?? | 12. März 2011     | | geboren am 23. Februar 1885 in Minden |
| Kampstraße 27 ·                                                                                               | Frieda Meier             | Hier wohnte Frieda Meier Jg. 1881 entrechtet verfolgt deportiert ??? | 12. März 2011     | | geboren am 2. November 1881 in Minden |
| Kampstraße 32 ·                                                                                               | Hirsch Wolf Ingberg      | Hier wohnte Hirsch Wolf Ingberg Jg. 1870 ausgewiesen 1938 Polen Ghetto Otwock tot 15.1.1943                                                                                         | 6. Dezember 2006  | | geboren am 2. Dezember 1871 in Warszawa |
| Kampstraße 32 ·                                                                                               | Soscha Ingberg           | Hier wohnte Soscha Ingberg geb. Klepfisch Jg. 1886 ausgewiesen 1939 Polen Ghetto Otwock ermordet                                                                                    | 6. Dezember 2006  | | geboren am 10. Oktober 1887 in Warszawa |
| Kampstraße 32 ·                                                                                               | Moritz Isaak Ingberg     | Hier wohnte Moritz Isaak Ingberg Jh. 1921 ausgewiesen 1938 Polen tot April 1943 in Ghetto Warschau                                                                                  | 6. Dezember 2006  | | geboren am 10. Februar 1921 in Minden |
| Kampstraße 32 ·                                                                                               | David Ingberg            | Hier wohnte David Ingberg Jg. 1926 ausgewiesen 1938 Polen tot April 1943 in Ghetto Warschau                                                                                         | 6. Dezember 2006  | | geboren am 11. Februar 1926 in Minden |
| Kampstraße 32 ·                                                                                               | Erika Ingberg            | Hier wohnte Erika Ingberg Jg. 1928 ausgewiesen 1938 Polen tot April 1943 in Ghetto Warschau                                                                                         | 6. Dezember 2006  | | geboren am 26. Juli 1928 in Minden |
| Kampstraße 34 ·                                                                                               | Johanna Simon            | Hier wohnte Johanna Simon geb. Nussbaum Jg. 1874 deportiert 1942 ermordet im Ghetto Warschau                                                                                        | 25. Mai 2008      | | geboren am 30. Mai 1874 in Salzkotten, Kreis Büren |
| Kampstraße 34 ·                                                                                               | Max Simon                | Hier wohnte Max Simon Jg. 1880 verhaftet 10.11.1938 Buchenwald ermordet 15.12.1938                                                                                                  | 25. Mai 2008      | | geboren am 23. September 1880 in Minden |
| Kampstraße 34 ·                                                                                               | Alfons Simon             | Hier wohnte Alfons Simon Jg. 1908 verhaftet 10.11.1938 Buchenwald deportiert 1942 ermordet im Ghetto Warschau                                                                       | 25. Mai 2008      | | geboren am 25. November 1908 in Hamburg |
| Königstraße 21 ·                                                                                              | Johanna Leers            | Hier wohnte Johanna Leers geb. de Beer Jg. 1852 deportiert 1942 Theresienstadt ermordet 20.8.1942                                                                                   | 5. Juni 2012      | | geboren am 2. August 1852 in Emden Geburtsname lt. Bundesarchiv Beer de Lohgerber                                                                                |
| Königstraße 21 ·                                                                                              | Rosa Leers               | Hier wohnte Rosa Leers Jg. 1882 deportiert 1942 Theresienstadt 1944 Auschwitz ermordet                                                                                              | 5. Juni 2012      | | geboren am 31. März 1882 in Emden |
| Königstraße 37 ·                                                                                              | Georg Emil Aronstein     | Hier wohnte Georg Emil Aronstein Jg. 1891 verhaftet 10.11.1938 Buchenwald deportiert 1941 ermordet in Riga                                                                          | 5. Juni 2012      | | geboren am 14. Juli 1891 in Hamm |
| Königstraße 37 ·                                                                                              | Käthe Aronstein          | Hier wohnte Käthe Aronstein geb. Steinfeld Jg. 1895 deportiert 1941 ermordet in Riga                                                                                                | 5. Juni 2012      | | geboren am 27. Mai 1895 in Minden |
| Königstraße 37 ·                                                                                              | Frommet Fanny Rosenfeld  | Hier wohnte Frommet Fanny Rosenfeld geb. Beermann Jg. 1863 deportiert 1942 Theresienstadt 1942 Treblinka ermordet                                                                   | 5. Juni 2012      | Stolperstein Königstraße 37 für Frommet Fanny Rosenfeld (1895–1942)                                                                                                  | geboren am 6. Juni 1863 in Balge |
| Königstraße 37 ·                                                                                              | Alfred Selbiger          | Hier wohnte Alfred Selbiger Jg. 1925 deportiert 1942 tot im Ghetto Warschau | 5. Juni 2012      | Stolperstein Königstraße 37 - Alfred Selbiger (1925–1942) | geboren am 7. März 1925 in Elbing |
| Königstraße 37 ·                                                                                              | Johanna Selbiger         | Hier wohnte Johanna Selbiger geb. Rosenfeld Jg. 1897 deportiert 1942 tot im Ghetto Warschau                                                                                         | 5. Juni 2012      | Stolperstein Königstraße 37 für Johanna Selbiger (1897–1942) | geboren am 12. Januar 1897 in Minden |
| Königstraße 39 ·                                                                                              | Dina Widawsky            | Hier wohnte Dina Widawsky geb. Berkowicz Jg. 1880 abgeschoben 1938 Polen Schicksal unbekannt                                                                                        | 5. Juni 2012      | Stolpersteine Königstraße 39 für Dina Widawsky (1880- ) | geboren am 15. Oktober 1888 in Zdunska Wola mehrere Abweichungen Stein zu Quelle: Geburtsjahr, Geburtsname !!!                                                   |
| Königstraße 39 ·                                                                                              | Cheim Jakob Widawsky     | Hier wohnte Cheim Jakob Widawsky Jg. 1879 abgeschoben 1938 Polen Schicksal unbekannt                                                                                                | 5. Juni 2012      | Stolpersteine Königstraße 39 für Cheim Jakob Widawsky (1879- ) | geboren am 28. August 1879 in Warta; Weber |
| Königswall 18 ·                                                                                               | Olga Sternheim           | Hier wohnte Olga Sternheim geb. Meyer Jg. 1896 deportiert 1941 Riga 1944 Stutthof ermordet 23.11.1944                                                                               | 29. Juni 2018     | Stolperstein Königswall 18 für Olga Sternheim (1896–1944) | geboren am 9. September 1896 in Volmerdingsen |
| Marienstraße 28 ·                                                                                             | Arthur Salomon           | Hier wohnte Arthur Salomon Jg. 1876 verhaftet 10.11.1938 Buchenwald deportiert 1942 Theresienstadt ermordet in Treblinka                                                            | 22. März 2010     | | geboren am 31. August 1876 in Minden |
| Marienstraße 64 ·                                                                                             | Albert Lewkonja          | Hier wohnte Albert Lewkonja Jg. 1864 gedemütigt/entrechtet Flucht in den Tod 21. Dez. 1937                                                                                          | 29. Oktober 2023  | | geboren am 1. Januar 1884 in Zinten/Ostpreußen Er besaß ein Warenhaus für Konfektions- und Textilwaren an der Hohnstraße (heute Scharn).                         |
| Markt 8 · | Ernst Lindemeyer         | Hier lebte Ernst Lindemeyer Jg. 1884 verhaftet 1938 Buchenwald deportiert 1941 Ghetto Riga ermordet                                                                                 | 16. März 2007     | | geboren am 18. Juni 1884 in Petershagen Besitzer der Löwenapotheke am Markt.                                                                                     |
| Markt 8 · | Gertrud Lindemeyer       | Hier lebte Gertrud Lindemeyer geb. Loewenstein Jg. 1894 deportiert 1941 Ghetto Riga ermordet                                                                                        | 16. März 2007     | | geboren am 26. September 1894 in Barten |
| Obermarktstraße 9 ·                                                                                           | Sophie Neuhaus           | Hier wohnte Sophia Neuhaus Jg. 1882 deportiert 1941 Ghetto Riga ermordet 16.5.1943                                                                                                  | 22. März 2010     | Stolpersteine Obermarktstraße 9 für Sophie Neuhaus (1882–1943) | geboren am 4. Oktober 1882 in Scheidingen |
| Obermarktstraße 9 ·                                                                                           | Rosa Simon               | Hier wohnte Rosa Simon geb. Neuhaus Jg. 1877 deportiert 1942 Theresienstadt ermordet 5.6.1944                                                                                       | 22. März 2010     | Stolpersteine Obermarktstraße 9 für Rosa Simon (1877–1944) | geboren am 19. April 1877 in Scheidingen |
| Obermarktstraße 19 ·                                                                                          | Marcel Lilienthal        | Hier wohnte Marcel Lilienthal Jg. 1922 Flucht Frankreich verhaftet 1940 interniert Gurs Drancy deportiert 1942 Auschwitz ermordet                                                   | 22. März 2010     | Stolperstein „Marcel_Lilienthal“_in_der_Obermarktstraße_19,_32423_Minden                                                                                             | geboren am 8. Januar 1922 in Berlin |
| Ortstraße 5 ·                                                                                                 | Wilhelm Dieckmann        | Hier wohnte Wilhelm Dieckmann Jg. 1858 eingewiesen 1941 'Heilanstalt' Gütersloh verlegt 1943 'Heilanstalt' Warta ermordet 29.10.1943                                                | 5. Juni 2009      | Stolperstein Ortstraße 5 - Wilhelm Dieckmann (1858–1943) | geboren am 1. Oktober 1858 in Minden; Bäckereigehilfe |
| Pöttcherstraße 6 ·                                                                                            | Heinz Müller             | Hier wohnte Heinz Müller Jg. 1923 deportiert 1940 Auschwitz ermordet 9.3.1944 | 5. Juni 2012      | | geboren am 11. September 1923 in Minden |
| Pöttcherstraße 13 ·                                                                                           | Karl Heinrich Bentlage   | Hier wohnte Karl Heinrich Bentlage Jg. 1868 eingewiesen 19.8.1927 'Heilanstalt' Gütersloh ermordet 23.4.1944 in 'Heilanstalt' Warta                                                 | 25. Mai 2008      | | geboren am 20. Juni 1868 in Minden; Buchdrucker |
| Ritterstraße 11 ·                                                                                             | Dina Heinemann           | Hier wohnte Dina Heinemann Jg. 1872 deportiert 1942 Theresienstadt tot 29.6.1942 | 21. November 2005 | Stolpersteine Ritterstraße 11 - Dina Heinemann (1876–1942) | geboren am 20. Februar 1876 in Minden Unterschied zum Eintrag im Bundesarchiv bei Geburtsdatum (20.2.1876) und Todestag (29.8.1942)                              |
| Ritterstraße 11 ·                                                                                             | Käthe Löwy               | Hier wohnte Käthe Löwy geb. Pincus Jg. 1882 deportiert 1942 Theresienstadt ermordet 7.4.1944                                                                                        | 5. Juni 2009      | | geboren am 22. Juni 1882 in Greifenberg |
| Ritterstraße 11 ·                                                                                             | Amalie Pincus            | Hier wohnte Amalie Pincus geb. Posener Jg. 1861 deportiert 1942 Theresienstadt ermordet 22.3.1944                                                                                   | 5. Juni 2009      | | geboren am 3. April 1860 in Schwiebus Unterschied zum Eintrag im Bundesarchiv beim Geburtsjahr                                                                   |
| Ritterstraße 27 ·                                                                                             | Bella Werberg            | Hier wohnte Bella Werberg geb. Phillip Jg. 1898 deportiert 1941 Ghetto Riga tot 11.2.1943                                                                                           | 21. November 2005 | | geboren am 25. Juni 1898 in Riga |
| Ritterstraße 27 ·                                                                                             | Leopold Werberg          | Hier wohnte Leopold Werberg Jg. 1891 deportiert 1941 Ghetto Riga tot 11.2.1943 | 21. November 2005 | | geboren am 24. Oktober 1891 in Minden |
| Ritterstraße 32 ·                                                                                             | Anna Weiss               | Hier wohnte Anna Weiss geb. Pranden Jg. 1914 deportiert 1943 Auschwitz-Birkenau ermordet 3.11.1944                                                                                  | 26. November 2013 | | |
| Ritterstraße 32 ·                                                                                             | Rudolf Weiss             | Hier wohnte Rudolf Weiss Jg. 1936 deportiert 1943 Auschwitz-Birkenau ermordet 1944                                                                                                  | 26. November 2013 | | |
| Ritterstraße 32 ·                                                                                             | Maria Weiss              | Hier wohnte Maria Weiss Jg. 1937 deportiert 1943 Auschwitz-Birkenau ermordet 1944                                                                                                   | 26. November 2013 | | |
| Ritterstraße 32 ·                                                                                             | Berta Weiss              | Hier wohnte Berta Weiss Jg. 1940 deportiert 1943 Auschwitz-Birkenau ermordet 12.4.1943                                                                                              | 26. November 2013 | | |
| Simeonstraße 8 ·                                                                                              | Samuel Kirschroth        | Hier wohnte Samuel Kirschroth Jg. 1893 ausgewiesen 1938 Polen ??? | 21. November 2005 | Stolperstein Simeonstraße 8 - Samuel Kirschroth (1893- ) | geboren am 1. April 1893 in Warschau |
| Simeonstraße 8 ·                                                                                              | Charlotte Kirschroth     | Hier wohnte Charlotte Kirschroth Jg. 1923 ausgewiesen 1938 Polen ??? | 21. November 2005 | Stolperstein Simeonstraße 8 - Charlotte Kirschroth (1923- ) | geboren am 4. September 1923 in Minden |
| Simeonstraße 8 ·                                                                                              | Helene Kirschroth        | Hier wohnte Helene Kirschroth geb. Ingberg Jg. 1898 ausgewiesen 1938 Polen ??? | 21. November 2005 | Stolperstein Simeonstraße 8 - Helene Kirschroth (1898- ) | geboren am 27. Mai 1898 in Warszawa |
| Simeonstraße 8 ·                                                                                              | Herbert Kirschroth       | Hier wohnte Herbert Kirschroth Jg. 1920 ausgewiesen 1938 Polen ??? | 21. November 2005 | Stolperstein Simeonstraße 8 - Herbert Kirschroth (1920- ) | geboren am 22. Dezember 1920 in Minden |
| Simeonstraße 16 ·                                                                                             | Moses Efraim Kutschinski | Hier wohnte Moses Efraim Kutschinski Jg. 1889 ausgewiesen 1938 Polen ermordet 1942                                                                                                  | 6. Dezember 2006  | Stolpersteine Simeonstraße 16 für Moses Efraim Kutschinski (1889–1942)                                                                                               | geboren am 18. Januar 1889 in Lubraniec |
| Simeonstraße 16 ·                                                                                             | Paula Kutschinski        | Hier wohnte Paula Kutschinski geb. Ingberg Jg. 1895 ausgewiesen 1938 Polen ermordet 1942                                                                                            | 6. Dezember 2006  | Stolpersteine Simeonstraße 16 für Paula Kutschinski (1895–1942) | geboren am 14. Mai 1895 in Warszawa |
| Simeonstraße 16 ·                                                                                             | Ferdinand Kutschinski    | Hier wohnte Ferdinand Kutschinski Jg. 1925 ausgewiesen 1938 Polen ermordet | 6. Dezember 2006  | Stolpersteine Simeonstraße 16 für Ferdinand Kutschinski (1925- ) | geboren am 16. April 1925 in Minden |
| Simeonstraße 29 ·                                                                                             | Hedwig Frieda Hempel     | Hier wohnte Hedwig Frieda Hempel Jg. 1915 eingewiesen 1941 'Heilanstalt' Gütersloh ermordet 25.3.1942                                                                               | 6. Dezember 2006  | Stolperstein Simeonstraße 29 - Hedwig Frieda Hempel (1915–1942) | geboren am 3. Mai 1915 in Minden |
| Stiftsallee 6 · Die Stolpersteine wurden · leider bei Bauarbeiten · entfernt und müssen · neu verlegt werden. | Walter Simon             | Hier wohnte Walter Simon Jg. 1892 ... | 29. Juni 2018     | Bild gesucht Die Wikipedia wünscht sich an dieser Stelle ein Bild vom hier behandelten Ort. Falls du dabei helfen möchtest, erklärt die Anleitung , wie das geht. BW | geboren am 19. Mai 1892 in Minden; Schlachter und Viehhändler |
| Stiftsallee 6 · Die Stolpersteine wurden · leider bei Bauarbeiten · entfernt und müssen · neu verlegt werden. | Helene Simon             | Hier wohnte Helene Simon geb. Rosenbaum Jg. 1883 ... | 29. Juni 2018     | Bild gesucht Die Wikipedia wünscht sich an dieser Stelle ein Bild vom hier behandelten Ort. Falls du dabei helfen möchtest, erklärt die Anleitung , wie das geht. BW | geboren am 7. Dezember 1870 in Duderstadt |
| Stiftsallee 6 · Die Stolpersteine wurden · leider bei Bauarbeiten · entfernt und müssen · neu verlegt werden. | Max Simon                | Hier wohnte Max Simon Jg. 1880 ... | 29. Juni 2018     | Bild gesucht Die Wikipedia wünscht sich an dieser Stelle ein Bild vom hier behandelten Ort. Falls du dabei helfen möchtest, erklärt die Anleitung , wie das geht. BW | geboren am 23. September 1880 in Minden |
| Stiftsallee 67 ·                                                                                              | Adolf Strauss            | Hier wohnte Adolf Strauss Jg. 1862 gedemütigt/vor Deportation Flucht in den Tod 24. Juli 1942                                                                                       | 29. Oktober 2023  | | geboren am 26. März 1862 in Dützen |
| Stiftsallee 67 ·                                                                                              | Sally Strauss            | Hier wohnte Sally Strauss Jg. 1892 `Schutzhaft` 1938 KZ Buchenwald entlassen 7. 2. 1939 tot an den Folgen 14. 3. 1940 Krankenhaus Hannover                                          | 29. Oktober 2023  | | geboren am 22. Oktober 1892 in Ovenstädt |
| Stiftstraße 33 ·                                                                                              | Dr. Robert Nussbaum      | Hier praktizierte Dr. Robert Nussbaum Jg.1892 verhaftet 1937 1941 Sachsenhausen ermordet 15.4.1941                                                                                  | 16. März 2007     | | geboren am 30. Mai 1892 in Straßburg |
| Videbullenstraße 22 ·                                                                                         | Josef Schweid            | Hier wohnte Josef Schweid Jg. 1902 ausgewiesen 1938 Polen zurückgekehrt ermordet 28.5.1942 in Sachsenhausen                                                                         | 6. Dezember 2006  | Stolperstein für Josef Schweid (1902–1942) vor dem Haus Videbullenstraße 22 in Minden                                                                                | geboren am 1. Dezember 1902 in Warszawa |
| Videbullenstraße 22 ·                                                                                         | Moritz Hartogsohn        | Hier wohnte Moritz Hartogsohn Jg. 1877 deportiert 1942 Theresienstadt ermordet 10.11.1943                                                                                           | 25. Mai 2008      | | geboren am 9. Oktober 1877 in Emden |
| Videbullenstraße 22 ·                                                                                         | Meta Hartogsohn          | Hier wohnte Meta Hartogsohn geb. Ahrendt Jg. 1882 deportiert 1942 Theresienstadt Auschwitz ermordet 15.5.1942                                                                       | 25. Mai 2008      | | geboren am 9. April 1882 in Bielefeld |
| Weingartenstraße 54 · (heute Weingarten) ·                                                                    | Willi Wenig              | Hier wohnte Willi Wenig gen. Wagener Jg. 1913 deportiert 1943 Auschwitz ermordet 25.10.1943                                                                                         | 12. März 2011     | Stolperstein Weingartenstraße 54 für Willi Wenig gen. Wagener (1913–1943)                                                                                            | geboren am 10. September 1913 in Paderborn; Schlosser |
| Weingartenstraße 54 · (heute Weingarten) ·                                                                    | Johanna Grannemann       | Hier wohnte Johanna Grannemann geb. Laubinger Jg. 1893 deportiert 1943 Auschwitz-Birkenau ermordet 13.4.1943                                                                        | 26. November 2013 | Stolperstein Weingartenstraße 54 - Johanna Grannemann (1893–1943) | geboren am 31. Januar 1893 in Metzlos, Kreis Lauterbach im östlichen Vogelsberg.                                                                                 |
| Weingartenstraße 54 · (heute Weingarten) ·                                                                    | Minna Grannemann         | Hier wohnte Minna Grannemann Jg. 1924 deportiert 1943 Auschwitz-Birkenau ermordet 8.6.1944                                                                                          | 26. November 2013 | Stolperstein Weingartenstraße 54 für Minna Grannemann (1924–1944) | |
| Weingartenstraße 54 · (heute Weingarten) ·                                                                    | Franz Grannemann         | Hier wohnte Franz Grannemann Jg. 1926 deportiert 1943 Auschwitz-Birkenau ermordet 4.4.1943                                                                                          | 26. November 2013 | Stolperstein Weingartenstraße 54 für Franz Grannemann (1926–1943) | |
| Weserstraße 12 ·                                                                                              | Alexander Strauss        | Hier wohnte Alexander Strauss Jg. 1883 deportiert 1943 Auschwitz ermordet 31.12.1943                                                                                                | 12. März 2011     | Stolperstein Weserstraße 12 für Alexander Strauss (1883–1943) | geboren am 6. Oktober 1883 in Schewitz/Kreis Trebnitz; Händler und Schausteller                                                                                  |
| Weserstraße 12 ·                                                                                              | Otto Strauss             | Hier wohnte Otto Strauss Jg. 1911 deportiert 1943 Auschwitz ermordet 27.4.1943 | 12. März 2011     | Stolperstein Weserstraße 12 für Otto Strauss (1911–1943) | geboren am 27. Oktober 1911 in Schöttmar |
| Wilhelmstraße 18 ·                                                                                            | Albert Müller            | Hier wohnte Albert Müller Jg. 1869 deportiert 1942 Theresienstadt ermordet 1942 in Treblinka                                                                                        | 5. Juni 2009      | | geboren am 26. März 1869 in Groß Rhüden |
| Wilhelmstraße 18 ·                                                                                            | Erna Israelsohn          | Hier wohnte Erna Israelsohn geb. Müller Jg. 1899 deportiert 1941 Ghetto Riga ermordet 1945 in Stutthof                                                                              | 5. Juni 2009      | | geboren am 5. März 1899 in Minden |
| Wilhelmstraße 18 ·                                                                                            | Gerda Israelsohn         | Hier wohnte Gerda Israelsohn Jg. 1925 deportiert 1941 Ghetto Riga 1944 Stutthof ermordet                                                                                            | 5. Juni 2009      | | geboren am 23. August 1925 in Minden |
| Wilhelmstraße 18 ·                                                                                            | Günter Israelsohn        | Hier wohnte Günter Israelsohn Jg. 1928 deportiert 1941 Ghetto Riga 1944 Auschwitz ermordet                                                                                          | 5. Juni 2009      | | geboren am 22. Dezember 1928 in Minden |
| Wilhelmstraße 18 ·                                                                                            | Julius Israelsohn        | Hier wohnte Julius Israelsohn Jg. 1898 verhaftet 10.11.1938 Buchenwald deportiert 1941 Ghetto Riga ermordet 1944 in KZ Kaiserwald                                                   | 5. Juni 2009      | | geboren am 29. Oktober 1898 in Vörden |
| Wilhelmstraße 18 ·                                                                                            | Jenny Maier              | Hier wohnte Jenny Maier geb. Loebmann Jg. 1883 deportiert 1942 Theresienstadt ermordet 1944 in Auschwitz                                                                            | 25. Mai 2008      | | geboren am 5. November 1883 in Wollenberg |
| Wilhelmstraße 18 ·                                                                                            | Karl Maier               | Hier wohnte Karl Maier Jg. 1879 verhaftet 11.11.1938 Dachau deportiert 1942 Theresienstadt ermordet 1943                                                                            | 25. Mai 2008      | | geboren am 20. April 1879 in Horkheim |
| Wilhelmstraße 18 ·                                                                                            | Sally Katzenstein        | Hier wohnte Sally Katzenstein Jg. 1890 deportiert 1943 Theresienstadt ermordet 1944 in Auschwitz                                                                                    | 25. Mai 2008      | | geboren am 10. April 1890 in Jesberg |
| Wilhelmstraße 18 ·                                                                                            | Gietha Katzenstein       | Hier wohnte Gietha Katzenstein geb. Nussbaum Jg. 1891 deportiert 1943 Theresienstadt ermordet 1944 in Auschwitz                                                                     | 25. Mai 2008      | | geboren am 5. August 1891 in Rhina |